# Trichophyton ajelloi
Trichophyton ajelloi är en svampart. Trichophyton ajelloi ingår i släktet Trichophyton och familjen Arthrodermataceae.

## Underarter
Arten delas in i följande underarter:
- nanum
- ajelloi